# Lost (1.ª temporada)
A primeira temporada da série de televisão estadunidense Lost foi ao ar originalmente entre 22 de setembro de 2004 e 25 de maio de 2005 nos Estados Unidos e no Canadá. Ela apresenta os 48 sobreviventes do acidente do voo 815 da Oceanic Airlines, que se partiu ao meio durante o voo, fazendo-os cair numa ilha remota e desconhecida no sul do Oceano Pacífico. Obrigados a cooperar entre si para sobreviver, eles percebem que essa não é uma ilha comum e que há outras pessoas nela.
A temporada foi ao ar semanalmente, pela ABC nas quartas-feiras, às 20h nos Estados Unidos. Além dos 25 episódios regulares, "Lost: The Journey", um especial, foi ao ar em 27 de abril de 2005 entre os episódios 20 e 21. A temporada completa foi lançada em DVD sob o título Lost: The Complete First Season (no Brasil: Lost: Primeira Temporada Completa) em 6 de Setembro de 2005 pela Buena Vista Home Entertainment. A revista estadunidense de televisão, TV Guide, classificou a temporada de estreia de Lost em décimo quatro lugar na sua lista de melhores temporadas de séries.

## Produção
A temporada foi produzida pelos estúdios Touchstone Television (agora ABC Studios), Bad Robot Productions e Grass Skirt Productions e foi ao ar pela rede de televisão American Broadcasting Company, nos Estados Unidos. Os produtores executivos foram: os co-criadores J. J. Abrams, Damon Lindelof, Bryan Burk, Jack Bender e Carlton Cuse com Jesse Alexander e Jeff Pinkner como consultores executivos. Os episódios foram escritos por Abrams, Lindelof, Cuse, Alexander, Pinkner, com David Fury e Jennifer M. Johnson como co-produtores executivos, supervisão de produção de Javier Grillo-Marxuach, produção de Leonard Dick, Edward Kitsis e Adam Horowitz e edição de enredeo de Paul Dini. Alguns dos primeiros episódios da temporada foram escritos ou co-escritos por escritores freelancers. Os diretores regulares durante toda a temporada foram J. J. Abrams, Jack Bender, Stephen Williams, Tucker Gates, Greg Yaitanes e Kevin Hooks. A música incidental foi composta por Michael Giacchino. Abrams, Lindelof e Cuse serviram como showrunners dos episódios.

## Elenco

Elenco da primeira temporada.

### Elenco Principal
| Ator                 | Personagem          |
| -------------------- | ------------------- |
| Matthew Fox          | Jack Shephard       |
| Evangeline Lilly     | Kate Austen         |
| Josh Holloway        | James Ford          |
| Terry O'Quinn        | John Locke          |
| Emilie de Ravin      | Claire Littleton    |
| Dominic Monaghan     | Charlie Pace        |
| Yunjin Kim           | Sun Kwon            |
| Daniel Dae Kim       | Jin Kwon            |
| Maggie Grace         | Shannon Rutherford  |
| Ian Somerhalder      | Boone Carlyle       |
| Harold Perrineau Jr. | Michael Dawson      |
| Naveen Andrews       | Sayid Jarrah        |
| Jorge Garcia         | Hugo "Hurley" Reyes |

### Elenco Recorrente
| Ator               | Personagem               | Frequência  |
| ------------------ | ------------------------ | ----------- |
| Fredric Lehne      | Edward Mars              | 5 episódios |
| Mira Furlan        | Danielle Rousseau        | 5 episódios |
| L. Scott Caldwell  | Rose Henderson           | 4 episódios |
| John Terry         | Christian Shephard       | 4 episódios |
| William Mapother   | Ethan Rom                | 4 episódios |
| Daniel Roebuck     | Leslie "Arzt"            | 4 episódios |
| Kimberley Joseph   | Cindy Chandler           | 2 episódios |
| Michelle Rodriguez | Ana Lucia Cortez         | 1 episódio  |
| M.C. Gainey        | Tom                      | 1 episódio  |
| Veronica Hamel     | Margo Shephard           | 1 episódio  |
| Julie Bowen        | Sarah Shephard           | 1 episódio  |
| Andrea Gabriel     | Noor Abed Jazeem "Nadia" | 1 episódio  |
| Tamara Taylor      | Susan Lloyd              | 1 episódio  |
| Beth Broderick     | Diane Janssen            | 1 episódio  |
| Mackenzie Astin    | Tom Brennan              | 1 episódio  |
| Neil Hopkins       | Liam Pace                | 1 episódio  |
| Lillian Hurst      | Carmen Reyes             | 1 episódio  |
| Nick Jameson       | Richard Malkin           | 1 episódio  |
| David Starzyk      | Brian Potter             | 1 episódio  |
| Billy Ray Gallion  | Randy Nations            | 1 episódio  |

## Recepção
O primeiro episódio da temporada atingiu a marca de 18,6 milhões de espectadores, número que a ABC não atingia desde 2000, quando Who Wants to Be a Millionaire estreava. A marca de Lost foi batida apenas um mês depois, pela estreia de Desperate Housewives. Com base em sua forte estreia, Reuters chamaram a série de "um drama popular", notando que "o programa parece ter sido beneficiado totalmente por um intenso marketing que incluiu anúncios de rádio, projeções especiais e a primeira campanha em outdoors da ABC em cinco anos". Depois de quatro episódios irem ao ar, a ABC anunciou que Lost ganhara uma solicitação de temporada completa. A primeira temporada da série teve média de aproximadamente 18,38 milhões de telespectadores nos Estados Unidos.
A primeira temporada foi indicada a doze Prêmios Emmy do Primetime e ganhou seis: "Melhor Elenco de Série de Drama", "Melhor Direção de Série de Drama", "Melhor Série de Drama" (J. J. Abrams), "Melhor Trilha Sonora de Série" (Michael Giacchino), "Melhor Edição de Câmera Única de Série de Drama" e "Melhor Efeitos Visuais e Especiais de Série". Terry O'Quinn e Naveen Andrews receberam indicações na categoria "Melhor Ator Coadjuvante de Série de Drama".

## Enredo

### Flashbacks
Jack Shephard é um cirurgião médico em Los Angeles, que foi casado com uma de suas pacientes, Sarah. Jack tem uma relação péssima com seu pai alcoólatra, Christian, principalmente depois de ele trair Jack. Jack estava na Austrália para traze-lo de volta, mas Christian havia morrido.
Kate Austen é uma fugitiva, mas nessa temporada, não se sabe os crimes que a levaram a fugir. Depois da morte de seu amor de infância, Tom Brennan, por sua culpa, Kate vai até o Novo México para pegar um antigo aviãozinho que pertencia a Tom. Fugindo, Kate foi presa na Austrália por Edward Mars.
John Locke foi abandonado por sua verdadeira mãe. Nos anos 90, seu pai e sua mãe lhe aplicaram um golpe, em que ele perde um rim. Locke virou paraplégico depois disso. Em 2004, ele vai confiante para a Austrália, para fazer uma "Walkabout", mas não o deixam participar por causa de seu estado físico. Ele voltava, frustrado, para casa quando o avião caiu.
Sun Kwon era uma dona de casa coreana. Seu pai é dono das Indústrias Paik e contratou Jin Kwon (o filho de um pescador) para fazer coisas terríveis, colocando o casamento da filha em risco. A mando do Sr. Paik, Jin e Sun foram entregar relógios para "amigos" dele em Sydney e Los Angeles. Sun aprendeu inglês antes de ir para a Austrália, e pretendia abandonar seu marido, mas mudou de ideia no último momento. Jin pretendia fugir com Sun quando chegasse em L.A.
Charlie Pace é um britânico astro do rock que, por conta de seu catolicismo, não quer se envolver com drogas. Por culpa de seu irmão, ele vira um viciado. Ele foi para a Austrália para trazer Liam de volta, e eles voltarem com a banda, "Drive Shaft".
James "Sawyer" Ford é um golpista, cuja vida fora destruída por um outro golpista, porquanto seus pais morreram depois do golpe desse homem. Sawyer passou sua vida procurando esse golpista, e chegou a matar um homem por engano, pensando que aquele era o verdadeiro "Sawyer".
Sayid Jarrah era um oficial de comunicações da guarda republicana no Iraque. Em 1997, ele salvou Nadia, sua namorada de infância. Ele estava na Austrália, trabalhando para a CIA, que o entregou o paradeiro de Nadia depois de ele ajudá-los.
Claire Littleton era uma garçonete em um fast food australiano, que ficou grávida em janeiro de 2004. Seu namorado Thomas, a abandonou, e um vidente disse que a única pessoa que deve criar o bebê é ela ou um casal de Los Angeles. Ela estava indo para L.A. para dar seu bebê para adoção.
Boone Carlyle era gerente de uma agência de casamentos de sua mãe e meio-irmão de Shannon Rutherford. Boone salvou sua irmã de um namorado abusivo apenas para depois ela aplicar um golpe nele. Boone sempre foi apaixonado por Shannon e os dois fazem sexo uma noite antes de embarcarem no voo 815.
Michael Dawson é um arquiteto de Nova York. Susan, sua ex-namorada, o deixou e levou o filho deles com ela. Depois da morte dela, Walt foi deixado na custódia de Michael, depois de oito anos separados. Seu filho Walt Lloyd, é uma criança, que viveu sua vida inteira com a mãe. Walt preferia seu padrasto Brian Porter, a Michael, causando problemas entre os dois. Segundo Brian, Walt é "especial" (não em um bom sentido).
Hugo "Hurley" Reyes virou um multimilionário em Los Angeles depois de ganhar na loteria com os números 4, 8, 15, 16, 23 e 42. Depois de uma série de eventos ruins, Hurley acredita que os números são amaldiçoados e vai buscar a origem deles na Austrália. Ele voltava para o aniversário de sua mãe quando o avião caiu.

### Na Ilha
Em 22 de Setembro de 2004, o Voo 815 da Oceanic Air se quebra em pleno voo, deixando sobreviventes em uma Ilha isolada em algum lugar no Pacifico Sul. Quarenta e oito desses sobreviventes, após passar o choque inicial, criam um acampamento na praia, e imaginam onde eles estão, mas ao mesmo tempo, são perturbados por sons mecânicos e árvores sendo derrubadas na floresta.
Três dos sobreviventes, Jack Shephard, Kate Austen e Charlie Pace, decidem encontrar a cabine do piloto com o transceiver. Eles acham um piloto machucado, Seth Norris, que diz para eles que, com seis horas de voo perdeu o contato de rádio, e enquanto voltava para Fiji, passou pela turbulência. O avião estava a mil e quinhentos quilômetros fora de rota quando caiu. Logo em seguida, o "Monstro" puxa o piloto da cabine, e consequentemente o mata. Os três que tiveram a sorte de viver, voltam para a praia com o transceiver. Jack tenta salvar Edward Mars, um agente que sobreviveu, mas ficou muito ferido no acidente. Entretanto, Jack encontra a foto de quem o oficial estava escoltando de volta aos Estados Unidos e descobre que a criminosa é alguém com quem ele criou uma boa amizade: Kate. Após a inicial desconfiança e a morte do oficial, ambos concordam em ir em frente e "esquecer" aquilo.
Uma mulher entre os sobreviventes, Rose Nadler, cujo marido estava na cauda do avião, ainda acredita que ele possa estar vivo, apesar de Jack lhe dizer o contrário. Um dos sobreviventes, um Oficial de Comunicações da Guarda República do Iraque, chamado Sayid Jarrah, se oferece para consertar o transceiver. Ele obtém sucesso, e com isso, alguns sobreviventes se oferecem para subir uma montanha e tentar conseguir um sinal. Kate e Charlie vão com Sayid, Shannon Rutherford e Boone Carlyle. James Ford, conhecido como Sawyer, os acompanha.
No caminho, os 6 são atacados por um urso polar, que Sawyer mata com tiros. Quando eles finalmente ligam o transceiver, eles descobrem que o sinal está bloqueado por uma transmissão de uma voz feminina falando em francês, na qual Shannon traduz como: "Eu estou sozinha agora, sozinha na Ilha. Por favor, alguém venha. Os outros estão mortos. Aquilo os matou. Matou todos." A mensagem, de trinta segundos, repete e repete, com um contador que implica que ela está se repetindo há 16 anos e 5 meses (segundo o cálculo de Sayid). Junto das últimas palavras do piloto, isso acaba com as esperanças desses 6 sobreviventes de serem resgatados. As novidades se espalham pelo acampamento nos primeiros dias.
Quando a comida começa a acabar, John Locke lidera um grupo para caçar javalis. Michael Dawson e Walt Lloyd, pai e filho, discutem por causa da amizade do menor com Locke, que aos poucos vai se tornando uma figura paterna ao garoto, que não possui respeito pelo pai. No sexto dia, uma mulher, Joanna, se afoga mesmo com Boone (tentando mostrar seu valor) e depois Jack tentando salvá-la. No mesmo dia, Jack entra na selva numa busca espiritual, quando ele começa a ter visões de seu pai morto, Christian. Nessa busca, o conflito de Jack e Locke entre Ciência e Fé começa. Eventualmente, o grupo se divide em 2, quando uma pequena parte dos sobreviventes se muda para as cavernas procurando água e proteção. Os demais ficaram na praia, esperando o resgate, e arrumando um novo acampamento, após o aumento da maré. Jack se torna o verdadeiro líder. Intensas rivalidades emergiram quando desacordos por causa dos suprimentos se tornam problemas, especialmente entre Jack, Sayid e Sawyer. Sawyer é esfaqueado por Sayid, que decide ir mapear a Ilha e sai envergonhado do acampamento.
Sayid acha um cabo vindo do oceano e indo para a floresta. Quando ele segue o cabo, ele encontra com Danielle Rousseau, a mulher francesa que havia mandado a mensagem de 16 anos. Ela lhe conta sua história, e tenta mantê-lo como refém, mas ele consegue escapar, com um conhecimento bastante rico sobre um grupo de habitantes da Ilha, "Os Outros", que sequestraram a bebê de Danielle. Hugo Reyes, o conhecido Hurley (que tentou transformar a vida na Ilha o mais confortável o possível), conduz um censo dos sobreviventes, e descobre que um deles, Ethan Rom, não está na lista de passageiros.
Ethan, em desespero, sequestra Charlie e a grávida, Claire Littleton, mas ele pendura Charlie em uma árvore, já que Claire era quem os Outros queriam. Por sorte, Jack e Kate soltam um já inconsciente Charlie da árvore e depois de muito esforço, conseguem despertá-lo e trazê-lo de volta ao acampamento. Duas semanas depois, Locke e Boone encontram Claire, completamente confusa e com amnésia. Isso inicia muitos confrontos entre os sobreviventes e os Outros, que matam Scott, para mais tarde Charlie matar Ethan, por vingança, interrompendo o Outro de conceder informações a Jack e aos demais sobreviventes que o renderam. Os encontros com urso polares, o Monstro e Danielle Rousseau aumentam o medo dos sobreviventes. Com o medo, a violência também cresce, mas por sorte, o grupo é mantido unido por conta de seu líder Jack, e sub-líderes Kate, Sayid e Hurley, junto do distante Locke, que parece ter um papel importante entre os sobreviventes, além de brigas com Jack. Além deles, o jovem casal Charlie e Claire também se tornam importantes, assim como Boone, que entra em conflito para com sua enjoada irmã Shannon enquanto tenta ser sua voz da razão e protegê-la contra sua vontade. Cansado da convivência doentia com a irmã, Boone começa a acompanhar Locke em sua caçada.
Entretanto, Locke e Walt criam uma amizade e o velho homem começa a ensinar o garoto a manejar facas, deixando Michael ainda mais nervoso. Sayid, após sua volta do acampamento da francesa, começa a formar uma relação amorosa com Shannon, o que a princípio incomoda bastante um ciumento Boone, que acha Sayid velho demais para sua irmã e não confia em suas intenções. Ainda entre os sobreviventes, há um casal, de coreanos, Sun e Jin Kwon, que aparentemente só falam coreano e por não entenderem os demais, se isolam do resto dos sobreviventes, pelo menos a princípio. Com o tempo, Sun revela que fala inglês(ou a língua falada pelos demais), causando uma grave briga entre os dois. A coreana acaba se aproximando de Michael enquanto ele pede que ela cuide de seu filho Walt, deixando Jin bastante ciumento e desconfiado da amizade entre os dois.
Durante a procura por Claire, Locke descobre uma misteriosa escotilha na selva, sem alça, e se torna obsessivo para descobrir o que possa ter dentro dela. Junto de seu “cúmplice”, Boone, eles passam muitos dias cavando-a do solo, imaginando o que havia dentro dela. Explorando a Ilha (seguindo uma visão de Locke), os dois descobrem um bimotor, alojado em um barranco. Boone sobe nele, e entra no avião. Ele encontra um rádio e manda uma mensagem. Uma voz masculina responde: "Tem alguém aí?" e Boone responde, "Nós somos sobreviventes do Voo Oceanic 815." O homem estranhando, "Nós somos sobreviventes do 815." Então o Beechcraft cai do barranco e deixa Boone muito ferido. Locke leva-o de volta às cavernas, mas Jack, após muitas tentativas, e inclusive uma transfusão sanguínea, não consegue salvar Boone, que morre. Enquanto isso, Claire entra em trabalho de parto, com Kate realizando-o. Michael decide fazer uma jangada para sair da Ilha com seu filho Walt, que coloca fogo nela, fazendo Michael acreditar que o culpado disso é Jin, que desde o início implica com ele. Mas Michael não desiste e termina a 2ª jangada conforme acaba se entendendo com Jin e os dois viram amigos, enquanto o coreano acaba brigando com sua esposa, se sentindo traído por ela manter em segredo que consegue entender os demais sobreviventes. Michael e Walt, junto de Sawyer e Jin, partem no 44º dia. Logo em sua primeira noite no mar, eles são surpreendidos por um pequeno barco. Mas, para seu azar, são quatro Outros, que foram com a missão de levar Walt com eles. No caos, a jangada é destruída, Sawyer leva um tiro, Jin desaparece no mar e Walt é sequestrado enquanto Michael insiste em gritar por seu nome apenas para o filho saber que o pai está vivo.
Shannon tenta matar Locke ao achar que ele matou seu irmão, mas é impedida por Sayid. Ainda no 44º dia, Rousseau avisa que os Outros vêm para matar os sobreviventes e lidera uma parte deles até o Black Rock, um navio naufragado na Ilha, contendo dinamite, para abrir a escotilha. No caminho, eles são seguidos por uma fumaça preta, que Danielle chama de "sistema de segurança." Os demais sobreviventes ficam nas cavernas. Jack e Locke trazem a dinamite até à escotilha para abri-la a força e entrar nela. O plano funciona e a temporada termina com ambos olhando o túnel da escotilha.

### Episódio piloto
O episódio Piloto de Lost, gravado na ilha havaiana de Oahu (Estados Unidos), foi o mais caro de toda a história da televisão, custando mais de 11 milhões de dólares. Existe uma confusão devido ao título dos dois primeiros episódios Piloto - Parte 1 e Piloto - Parte 2. Seriam vários pilotos gravados e editados, motivo pelo qual o episódio foi tão caro.

## Episódios

### 1ª Temporada (2004-05)
| No. na série | No.   | Título                                   | Diretor(s)       | Escritor(s)                                                                                               | Exibição                | Audiência (milhões) |
| ------------ | ----- | ---------------------------------------- | ---------------- | --- | ----------------------- | ------------------- |
| 1            | 1     | "Pilot (Parte 1)"                        | J. J. Abrams     | História por: Jeffrey Lieber e J. J. Abrams & Damon Lindelof Roteiro por: J. J. Abrams & Damon Lindelof   | 22 de Setembro de 2004  | 18.65               |
| 2            | 2     | "Pilot (Parte 2)"                        | J. J. Abrams     | História por: Jeffrey Lieber and J. J. Abrams & Damon Lindelof Roteiro por: J. J. Abrams & Damon Lindelof | 29 de Setembro de 2004  | 17.00               |
| 3            | 3     | "Tabula Rasa"                            | Jack Bender      | Damon Lindelof                                                                                            | 6 de Outubro de 2004    | 16.54               |
| 4            | 4     | "Walkabout"                              | Jack Bender      | David Fury                                                                                                | 13 de Outubro de 2004   | 18.16               |
| 5            | 5     | "White Rabbit"                           | Kevin Hooks      | Christian Taylor                                                                                          | 20 de Outubro de 2004   | 16.82               |
| 6            | 6     | "House of the Rising Sun"                | Michael Zinberg  | Javier Grillo-Marxuach                                                                                    | 27 de Outubro de 2004   | 16.83               |
| 7            | 7     | "The Moth"                               | Bobby Roth       | Andy Reaser                                                                                               | 3 de Novembro de 2004   | 18.73               |
| 8            | 8     | "Confidence Man"                         | Tucker Gates     | Damon Lindelof                                                                                            | 10 de Novembro de 2004  | 18.44               |
| 9            | 9     | "Solitary"                               | Greg Yaitanes    | David Fury                                                                                                | 17 de Novembro de 2004  | 17.64               |
| 10           | 10    | "Raised by Another"                      | Marita Grabiak   | Lynne E. Litt                                                                                             | 1 de Dezembro de 2004   | 17.15               |
| 11           | 11    | "All the Best Cowboys Have Daddy Issues" | Stephen Williams | Javier Grillo-Marxuach                                                                                    | 8 de Dezembro de 2004   | 18.88               |
| 12           | 12    | "Whatever the Case May Be"               | Jack Bender      | Damon Lindelof & Jennifer Johnson                                                                         | 5 de Janeiro de 2005    | 21.59               |
| 13           | 13    | "Hearts and Minds"                       | Rod Holcomb      | Carlton Cuse & Javier Grillo-Marxuach                                                                     | 12 de Janeiro de 2005   | 20.81               |
| 14           | 14    | "Special"                                | Greg Yaitanes    | David Fury                                                                                                | 19 de Janeiro de 2005   | 19.69               |
| 15           | 15    | "Homecoming"                             | Kevin Hooks      | Damon Lindelof                                                                                            | 9 de Fevereiro de 2005  | 19.48               |
| 16           | 16    | "Outlaws"                                | Jack Bender      | Drew Goddard                                                                                              | 16 de Fevereiro de 2005 | 17.87               |
| 17           | 17    | "...In Translation"                      | Chandra Wilson   | Elisabeth R. Finch                                                                                        | 23 de Fevereiro de 2005 | 19.49               |
| 18           | 18    | "Numbers"                                | Daniel Attias    | Brent Fletcher & David Fury                                                                               | 2 de Março de 2005      | 18.85               |
| 19           | 19    | "Deus Ex Machina"                        | Robert Mandel    | Carlton Cuse & Damon Lindelof                                                                             | 9 de Abril de 2015      | 17.75               |
| 20           | 20    | "Do No Harm"                             | Stephen Williams | Janet Tamaro                                                                                              | 6 de Abril de 2005      | 17.12               |
| 21           | 21    | "The Greater Good"                       | David Grossman   | Leonard Dick                                                                                              | 4 de Maio de 2005       | 17.20               |
| 22           | 22    | "Born to Run"                            | Tucker Gates     | História por: Javier Grillo-Marxuach Roteiro por: Edward Kitsis & Adam Horowitz                           | 11 de Maio de 2005      | 17.10               |
| 23           | 23    | "Exodus (Parte 1)"                       | Chris Hayden     | Stacy McKee                                                                                               | 18 de Maio de 2005      | 18.62               |
| 24–25        | 24–25 | "Exodus (Parte 2)""Exodus (Parte 3)"     | Jack Bender      | Damon Lindelof & Carlton Cuse                                                                             | 25 de Maio de 2005      | 20.71               |

## Estreias
- No dia 24 de setembro de 2004, uma quarta-feira, estreou nos Estados Unidos pela American Broadcast Company (ABC), a primeira temporada de Lost.
- Em 7 de Março de 2005, que foi transmitida pelo canal AXN para toda a América Latina.
- No Chile a série começou a ser exibida em 14 de maio de 2006 pelo Canal 13.